# Pölzerhof

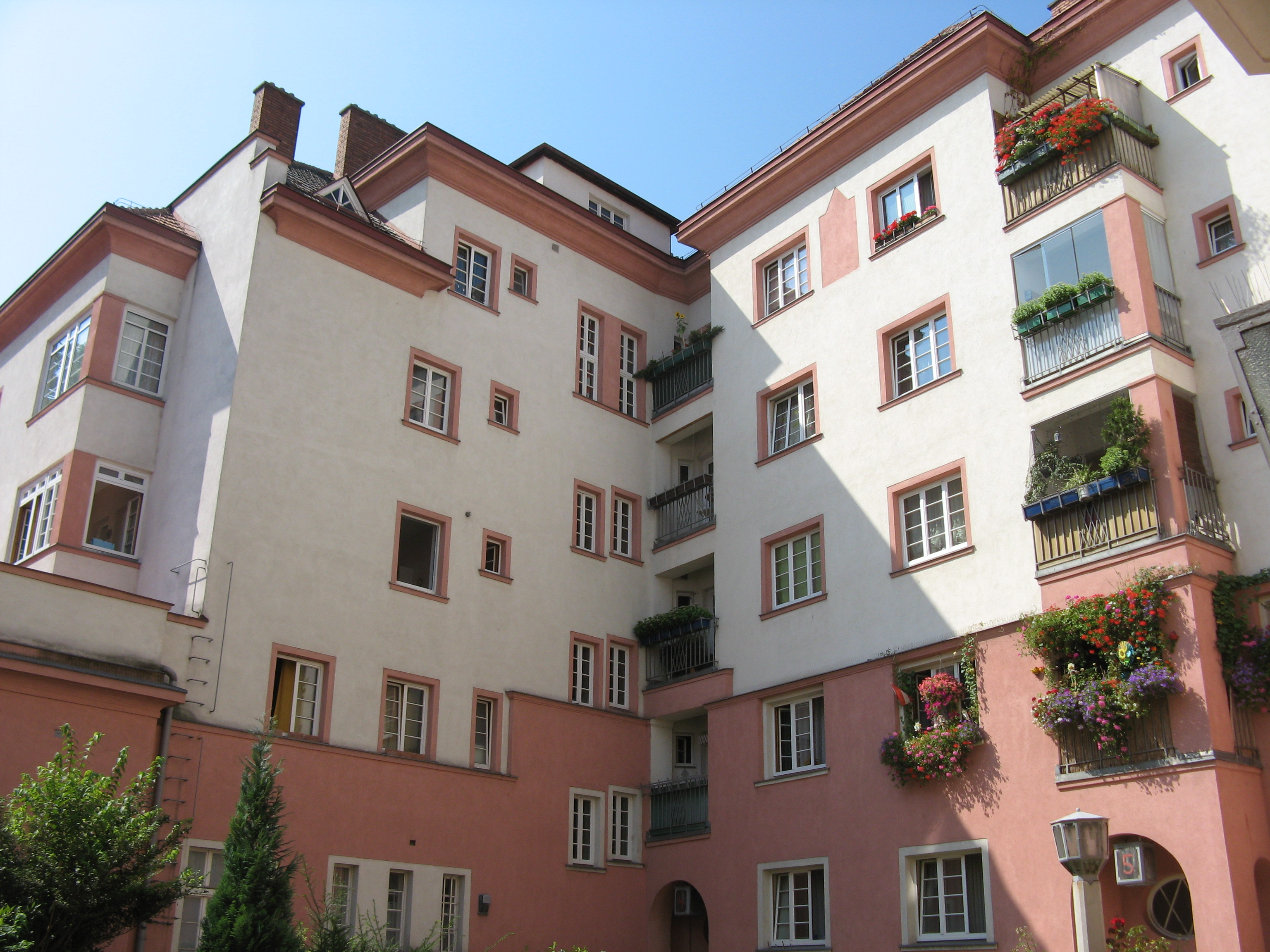
Innenhof des Pölzerhofes

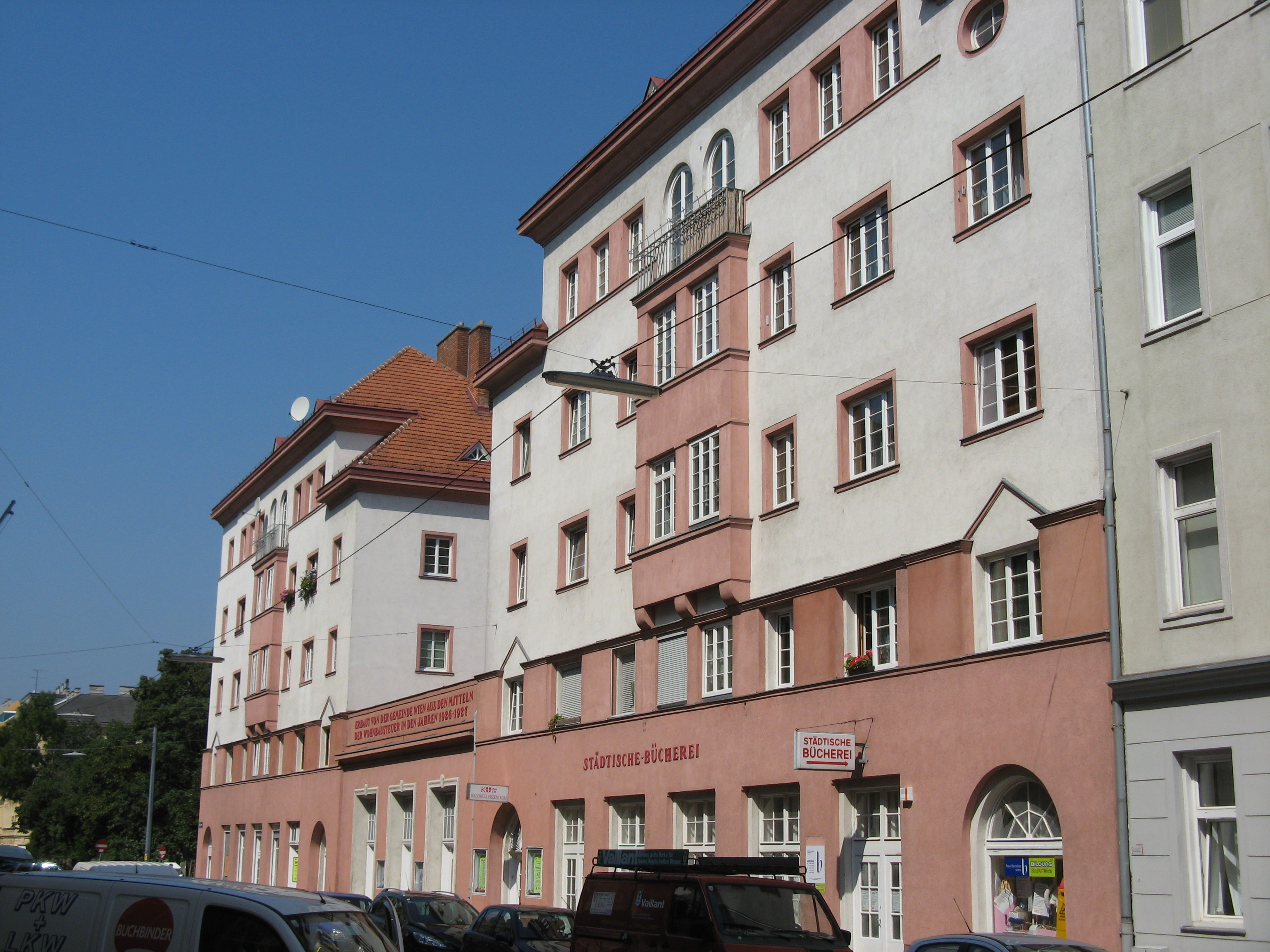
Pölzerhof, Ansicht Hasengasse

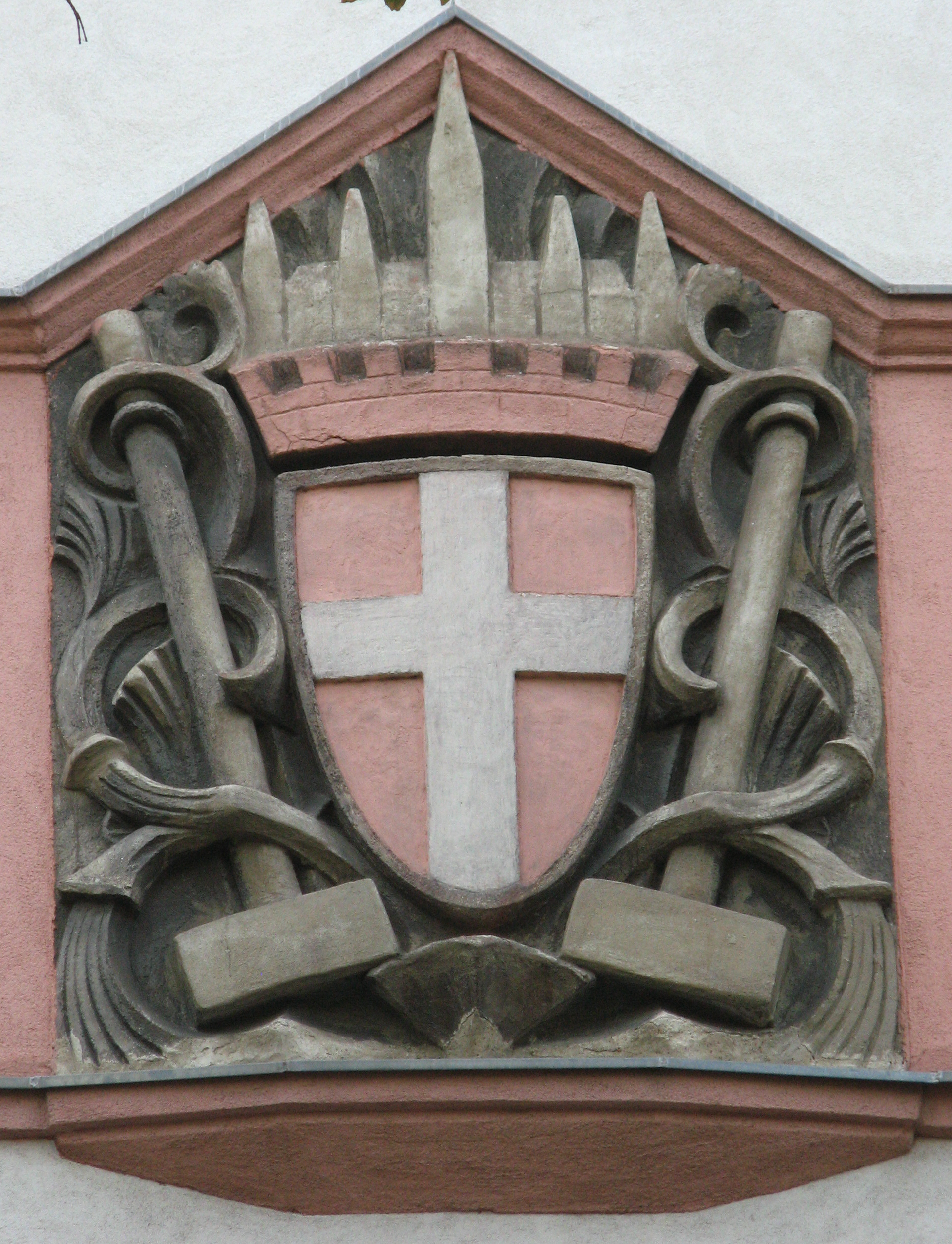
Wappenrelief an der Fassade des Pölzerhofes

Der Pölzerhof ist ein denkmalgeschützter kommunaler Wohnbau im 10. Wiener Gemeindebezirk Favoriten.

## Beschreibung
Der Pölzerhof liegt an der Dampfgasse 35–37 sowie zwischen der Neilreichgasse und der Hasengasse. Gleich gegenüber befindet sich der Waldmüllerpark. Der Gemeindebau wurde in den Jahren 1926/27 nach Plänen des Architekten Hugo Mayer errichtet. Erst nach dem Zweiten Weltkrieg wurde er nach dem sozialdemokratischen Politiker Johann Pölzer benannt.
Beim Pölzerhof, der 103 Wohnungen umfasst, handelt es sich um eine Hofrandverbauung rund um einen eher kleinen Innenhof. Er ist mit schmalen Erkern sowie durch die Farbgebung gegliedert, die sich in der Sockelzone und an den Fensterumrahmungen wiederholt. Betont ist der hohe Eingangsbereich mit Spitzgiebeldach in der Dampfgasse, über dem sich ein Relief mit dem Wiener Wappen befindet. In der Toreinfahrt wurde eine Gedenktafel mit Porträtrelief für Johann Pölzer angebracht. Auf der Seite zur Hasengasse liegt in der Mitte ein niedriger Gebäudeteil, der ursprünglich eine Arbeiterbibliothek beherbergte. Heute befindet sich hier ein Veranstaltungsraum Waldmüllerzentrum, in dem Ausstellungen und Konzerte (häufig mit Wiener Musik) stattfinden. Daneben ist eine Filiale der Städtischen Büchereien untergebracht. Weiters befindet sich in der Anlage ein Kindergarten.